# Henry Howard

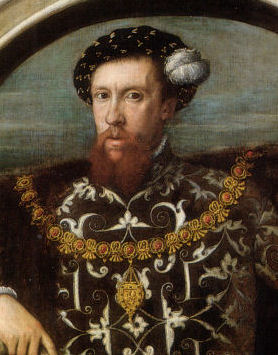
Henry Howard la vârsta de 29 ani, portret pictat în 1546

Henry Howard, Earl of Surrey i-a fost prieten și discipol lui Wyatt. Poeziile sale pot fi considerate mai reușite decât cele ale lui Wyatt datorită unei mai bune mânuiri a limbii și a ritmului. De asemenea a cultivat sonetul, dar a renunțat la forma italiană și a alcătuit o formă nouă, care părea a fi mai potrivită pentru limba engleză: trei catrene și un cuplet, abab cdcd efef gg (aceasta este și forma shakespeariană).
Sonetele lui Surrey au un efect mai puternic decât cele ale învățătorului său. Cât pentru poeziile lirice, Surrey a scris mai puține și mai nereușite decât cele scrise de Wyatt.
O alta dintre contribuțiile sale este introducerea versului alb. Surrey l-a folosit în traducerea sa parțială a Eneidei lui Vergilius. Versul alb (rândurile constând din zece silabe, cinci măsuri iambice) a dus la o revoluție în poezia engleză, datorită forței și demnității sale. Va fi folosit mai târziu de Shakespeare în unele din piesele sale.
Wyatt și Surrey marchează un nou început în literatura engleză. Ei au influențat puternic poeții care au urmat.